# Festiwal Dialogu Czterech Kultur
Festiwal Dialogu Czterech Kultur – multidyscyplinarny festiwal odbywający się w Łodzi w latach 2002–2009, powołany z inicjatywy Witolda Knychalskiego. Festiwal odbywał się na przełomie sierpnia i września i trwał około 10 dni. Nazwa festiwalu odnosi się do czterech kultur, które wywarły wpływ na historię Łodzi: niemieckiej, żydowskiej, polskiej i rosyjskiej.
Po nieprawidłowościach finansowych przy organizacji festiwalu w 2009 roku – Festiwal Dialogu Czterech Kultur organizowany przez instytucję Miasto Dialogu (założoną przez miasto Łódź i Fundację „Festiwal Dialogu Czterech Kultur”) przestał istnieć pod dotychczasową nazwą. Od 2010 roku odbywa się Festiwal Łódź Czterech Kultur, którego organizatorem jest Centrum Dialogu im. Marka Edelmana.

## Idea
Idea zrodziła się na wspomnienie dialogu, który w Łodzi toczył się nieprzerwanie przez wiele kolejnych dziesięcioleci. Ludzie czerpiący z czterech jakże odmiennych kultur, połączeni w tym dialogu budowali wspólnie fabryki, świątynie, kina, teatry i stadiony. Wspólnym wysiłkiem stworzyli największy pomnik porozumienia – Łódź, dynamicznie rozwijającą się i stwarzającą dla nich nadzieję na przyszłość. Dramatyczna historia minionego stulecia dialog przerwała. Holocaust Żydów, exodus Niemców i zupełna zmiana warunków historycznych wywarły na Łodzi ogromne piętno. Idea Festiwalu nawiązuje do pięknej tradycji Łodzi wspólnej wielu Narodom. Zmierza do odnowienia dialogu i zainspirowania dzieła kreacji. Chcemy aby pomógł on przywrócić dawną radość. Chcemy aby bal znów trwał! Dążymy do tego aby Festiwal stał się areną wypowiedzi. Żeby ludzie mieli szansę dyskutować w języku dającym ogromne możliwości wyrazu. Chcemy aby dialog ten toczył się w uniwersalnym języku sztuki. Tworząc Festiwal, myślimy o zbudowaniu nowej marki. Chcemy aby Festiwal stał się znakiem nie tylko Łodzi ale także Polski. Znakiem, który będzie rozpoznawany na całym świecie. [...]

## Historia

### I edycja (27 września–6 października 2002 roku)
Zespół Teatru Wielkiego-Opery Narodowej pokazał inscenizację „Króla Rogera” Karola Szymanowskiego w reżyserii Mariusza Trelińskiego. Odbyły się dwie wystawy fotograficzne „Marlena Dietrich. Narodziny legendy” w Muzeum Kinematografii oraz „Gdyby 6 była 9” w galerii Łódzkiego Towarzystwa Fotograficznego.
Zespół I edycji Festiwalu
- Witold Knychalski, Barbara Knychalska – fundatorzy festiwalu
- Maciej Domański – dyrektor artystyczny festiwalu

### II edycja (14–20 września 2003 roku)

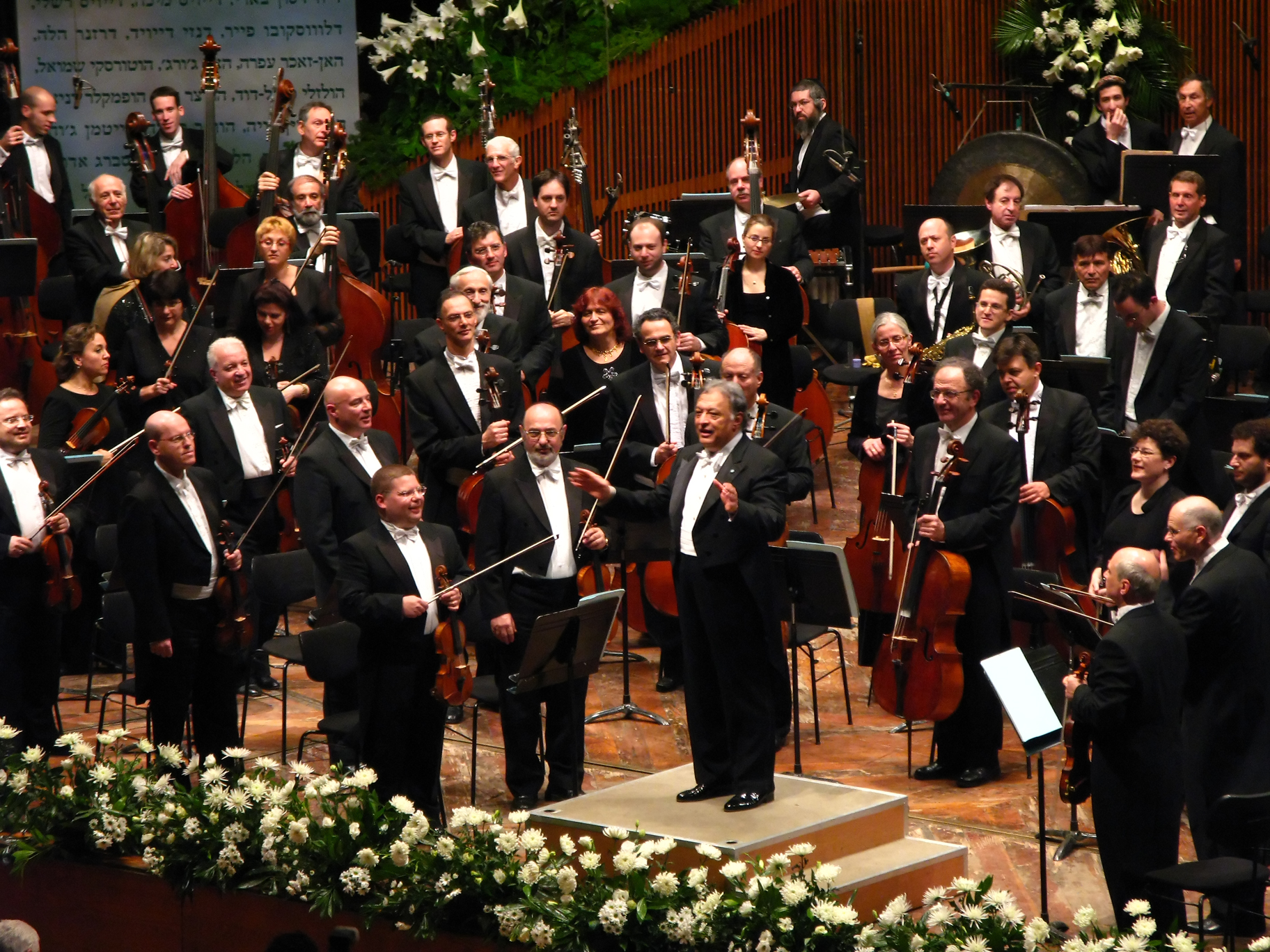
Israel Philharmonic Orchestra

Festiwal zainaugurował koncert Israel Philharmonic Orchestra pod dyrekcją Zubina Mehty. Twórcą orkiestry był polski skrzypek żydowskiego pochodzenia – Bronisław Huberman. Po raz pierwszy wystąpiła publicznie pod batutą dyrygenta Arturo Toscaniniego w 1936 roku. W Łodzi izraelscy muzycy wykonali VII symfonię Gustava Mahlera.
Goście Festiwalu mogli zobaczyć jeszcze m.in. występy dwóch grup teatralno-cyrkowych z Rosji i Niemiec. W programie nie zabrakło także wystaw i paneli dyskusyjnych.
Większość imprez odbywało się w halach oraz specjalnych namiotach ustawionych na terenie Manufaktury w dawnej fabryce Poznańskiego.
Zespół II edycji Festiwalu
- Witold Knychalski, Barbara Knychalska – fundatorzy festiwalu
- Ryszard Maciej Okuński – dyrektor festiwalu
- Michał Merczyński – dyrektor artystyczny festiwalu

### III edycja (3–11 września 2004 roku)

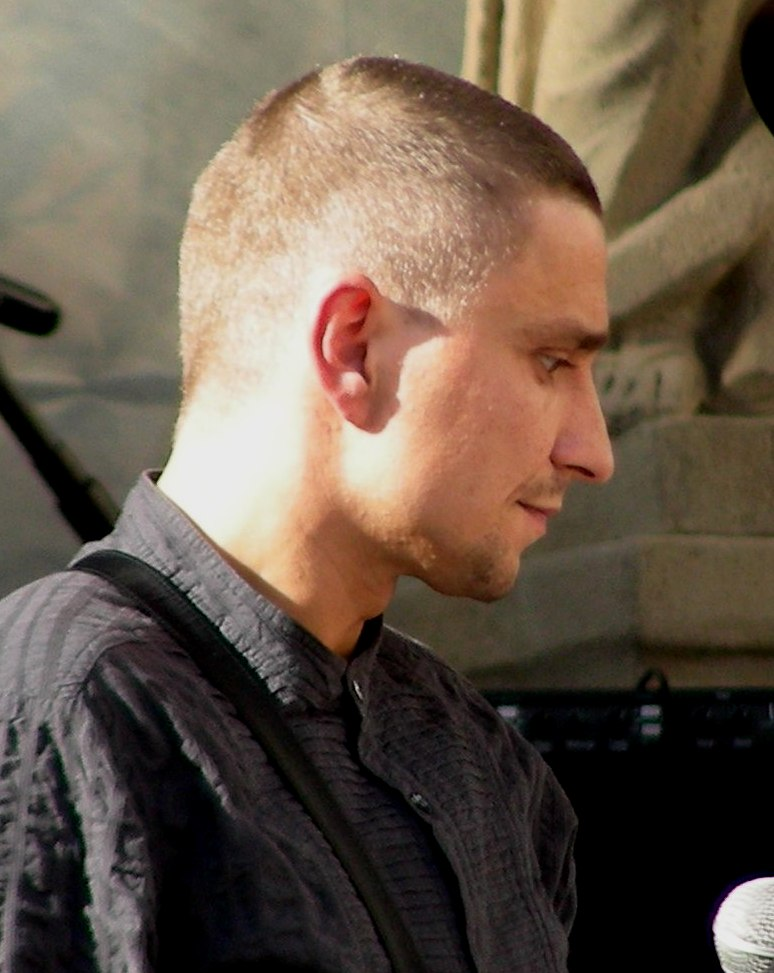
Podczas festiwalu wystąpił m.in. Janusz Radek

Trzecią edycję Festiwalu rozpoczął spektakl muzyczny poświęcony 60. rocznicy likwidacji łódzkiego getta. „Niewidzialni” – koncert poświęcony pamięci łódzkich Żydów. Muzyczno-plastyczny spektakl przygotował Jerzy Kalina, znany z tworzenia spektakularnych widowisk plenerowych. W tym hołdzie złożonym przeszłości wystąpiło tylko dwóch żywych bohaterów: dyrygent oraz słynny kantor z Synagogi przy 5 Alei w Nowym Jorku – Joseph Malovany.
Trzeciego września teatr Gesher Theatre z Izraela wystawił spektakl „Adam Zmartwychwstały”. Sztuka, niekonwencjonalna opowieść o Holokauście, to historia Adama, niegdyś więźnia obozu koncentracyjnego, a obecnie pacjenta zakładu psychiatrycznego.
Formacja artystyczna, Łódź Kaliska przygotowała specjalnie na Festiwal nowy projekt. Pomysł był oryginalnym dialogiem z kulturą masową i wszechogarniającymi postawami konsumpcyjnymi. Punktem wyjścia stała się słynna praca prekursora pop-artu Richarda Hamiltona z 1956 roku „Co sprawia, że dzisiejsze mieszkania są tak pociągające?”.
W łódzkiej Państwowej Wyższej Szkole Filmowej Telewizyjnej i Teatralnej odbywał się cykl filmowy „Czterech wielkich, czterech kultur” (7–11 września), podczas którego zaprezentowane zostały filmy w reżyserii: Volkera Schloendorffa, Wojciecha Hasa, Andrieja Tarkowskiego i Romana Polańskiego. Widzowie mogli obejrzeć m.in.: Blaszany bębenek, Rękopis znaleziony w Saragossie, Solaris i Nóż w wodzie.
Szóstego oraz siódmego września TR z Warszawy (dawny Teatr Rozmaitości) pokazał spektakl „Dybuk” na podstawie tekstów Szymona Anskiego i Hanny Krall w reżyserii Krzysztofa Warlikowskiego.
"Muzyczny Dialog Czterech Kultur” według Krzesimira Dębskiego zakończył III edycję Festiwalu Dialogu Czterech Kultur w Łodzi.
Zespół III edycji Festiwalu
- Witold Knychalski, Barbara Knychalska – fundatorzy festiwalu
- Ryszard Maciej Okuński – dyrektor festiwalu
- Michał Merczyński – dyrektor artystyczny festiwalu

### IV edycja (26 sierpnia–4 września 2005 roku)

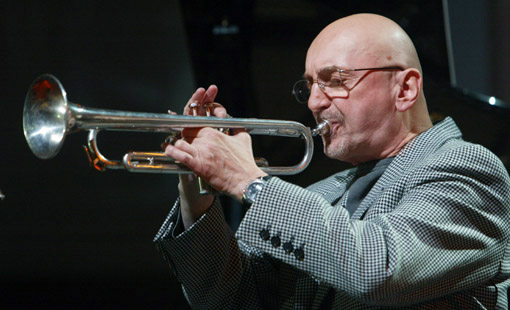
Na festiwalu koncertował m.in. Tomasz Stańko

Koncert inauguracyjny poprowadził Jan A.P. Kaczmarek. Odbyły się koncerty muzyków takich jak: Valentina Silvestrova i Arvo Pärta, Gidon Kremer, Noa. W Atlasie Sztuki można było obejrzeć część kolekcji sztuki nowoczesnej Gerharda Jürgena Bluma-Kwiatkowskiego. W innych łódzkich galeriach wystawy otworzyli też Konstantin Batinkow, Srul Werman, Ryszard Bilan i Avraham Eilat. Rosyjski Teatr Derevo pokazał spektakl „Boska komedia” według Dantego. Odbyły się również panele dyskusyjne na tematy związane z tytułem festiwalu.
Zespół IV edycji Festiwalu
- Witold Knychalski, Barbara Knychalska – fundatorzy festiwalu
- Ryszard Maciej Okuński – dyrektor festiwalu
- Michał Merczyński – dyrektor artystyczny festiwalu

Patronat honorowy: Prezes Rady Ministrów.

### V edycja (1–10 września 2006 roku)

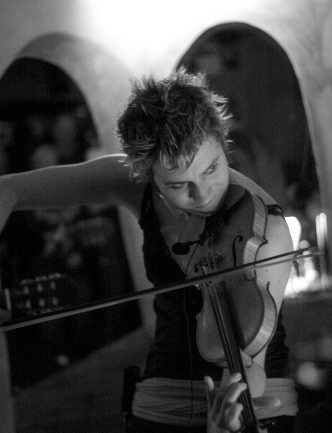
Sophie Solomon

Widowiskiem inaugurującym Festiwal było „Zaczarowane Miasto” na rynku Manufaktury, gdzie odbywały się kolejne koncerty (m.in. skrzypaczki Sophie Solomon). W Teatrze Nowym odbyły są spektakle moskiewskiego Teatru na Tagance pt. „Wysocki” oraz „The Town of The Little People” The Jeruzalem Khan Theatre z Izraela. Odbyły się również panele dyskusyjne na tematy związane z tytułem festiwalu.
Inne wydarzenia:
- „Etniczne Brzmienie Czterech Kultur” – widowisko, reż. Piotr Trzaskalski
- „Bal w Operze”, spektakl w reżyserii Tomasza Koniny, muzyka Zygmunt Krauze; Teatr Jaracza
- „Niżyński” – spektakl; Teatr Jaracza
- „Halka” – spektakl, Plac Dąbrowskiego (premiera)
- koncerty zespołów: Cool Kids of Death, Power of Trinity, Dorota Miśkiewicz, Renata Przemyk.

Zespół V edycji Festiwalu
- Witold Knychalski, Barbara Knychalska – fundatorzy festiwalu
- Ryszard Maciej Okuński – dyrektor festiwalu
- Krzysztof Sowik – z-ca dyrektora festiwalu
- Rafał Wołujczyk – z-ca dyrektora festiwalu

Patronat honorowy: Prezes Rady Ministrów.

### VI edycja (31 sierpnia–9 września 2007 roku)
Wystąpili m.in. Barbara Hendricks, Tommy Emmanuel, Aga Zaryan, Nils Petter Molvær i Lwowska Orkiestra Symfoniczna. Wydarzeniem teatralnym był spektakl The father The Cameri Theatre z Tel Awiwu. Teatr im. Szaniawskiego z Wałbrzycha pokazał sztukę Gombrowicza Iwona, księżniczka Burgunda, a Teatr z Omska Ożenek Gogola. Łódzki Jaracz wystawił Brzydala von Mayenburga w reżyserii Grzegorz Wiśniewskiego, Teatr Nowy Zabawy na podwórku Edna Maszyny i To wszystko miłość Alana Ayckbourna, a Teatr Wielki – Hrabinę Stanisława Moniuszki. Odbyła się również wystawa fotografii Evy Rubinstein oraz przegląd twórczości Zbigniewa Rybczyńskiego. Obok wystaw, spektakli teatralnych i koncertów miały miejsce również panele dyskusyjne, wycieczki, Łódzkie Dialogi Kabaretowe oraz projekt edukacyjny Wieża Babel. Festiwalowe imprezy odbyły się również poza Łodzią – w Koluszkach, Uniejowie i Rawie Mazowieckiej. Odbyły się również panele dyskusyjne na tematy związane z tytułem festiwalu. Honorowy patronat nad szóstym festiwalem Dialogu Czterech Kultur objął premier Jarosław Kaczyński. Była to pierwsza edycja, w której nie wziął udziału twórca Festiwalu Witold Knychalski.
Zespół VI edycji Festiwalu
- Barbara Knychalska – fundatorka festiwalu
- Ryszard Maciej Okuński – dyrektor festiwalu
- Piotr Trzaskalski – dyrektor artystyczny festiwalu
- Michał Lenarciński – dyrektor programowy festiwalu
- Krzysztof Sowik – z-ca dyrektora festiwalu
- Rafał Wołujczyk – z-ca dyrektora festiwalu

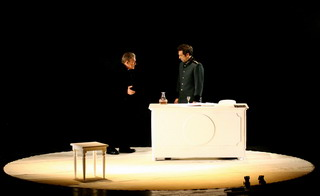
The Cameri Theatre „The Father” – spektakl
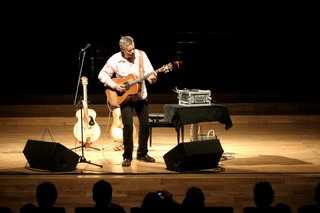
Tommy Emmanuel – koncert
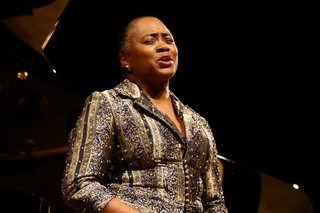
Barbara Hendricks – recital

- plakat VI edycji Festiwalu

### Zmiany personalne i organizacyjne
Pod koniec szóstej edycji festiwalu w łódzkim dodatku Gazety Wyborczej pojawiła się krytyka dotychczasowej organizacji i treści imprez. Pojawił się również wywiad z fundatorką festiwalu – Barbarą Knychalską (należała do zespołu przygotowującego ów festiwal).
W artykule pt. Festiwal błędów i bylejakości autorzy (Krzysztof Kowalewicz i Jakub Wiewiórski) wyliczali błędy, jakie zostały popełnione podczas szóstej edycji:
- mianowanie łódzkiego dziennikarza kulturalnego Michała Lenarcińskiego jako dyrektora programowego,
- zbyt duża liczba wydarzeń,
- brak zabezpieczenia przed deszczem imprez plenerowych,
- błędy interpunkcyjne, stylistyczne i ortograficzne w katalogu szóstej edycji,
- sprzedaż biletów przez serwis eBilet.pl,
- „kulturalni widzowie znów musieli wybierać między teatrem a filharmonią”,
- wydarzenia o niskiej wartości artystycznej.

Do 2007 roku organizatorzy festiwalu (m.in. Towarzystwo Na Rzecz Dialogu Kultur Łódź-Ziemia przyszłości) przygotowywali wydarzenia zarówno o charakterze ludycznym, jak i skierowane do publiczności o bardziej specjalistycznych gustach. Od 2008 roku organizację festiwalu przejęła instytucja miejska – Miasto Dialogu.

### VII edycja (5–12 września 2008 roku)
Program siódmej edycji festiwalu oparty był na temacie przewodnim: Ojcowie.
Na festiwalu wystąpili gościnnie Alvis Hermanis ze spektaklem „Ojcowie”, Deutsches Theater Berlin ze spektaklem „HamletMaszyna” i grupa muzyczna Exploding Star Orchestra. W jednej z opuszczonych łódzkich kamienic w centrum miasta zrealizowana została wystawa Festiwalu „C.D.N.”.
Zespół VII edycji Festiwalu
- Barbara Knychalska – fundatorka festiwalu
- Katarzyna Knychalska – dyrektor festiwalu
- Agata Siwiak[13] i Grzegorz Niziołek[14] – dyrektorzy artystyczni festiwalu

### VIII edycja (5–13 września 2009 roku)
Tematem przewodnim ósmej edycji było Terytorium. Podczas festiwalu odbyła się m.in. premiera sztuki teatralnej „Ziemia obiecana” w reżyserii Jana Klaty, wystawa sztuki współczesnej zorganizowana przez Adama Budaka, przegląd filmów Ari Folmana, muzyczny projekt Georga Nussbaumera oraz koncert Kocani Orkestar i Boom Pam (w ramach obchodów 65. Rocznicy Likwidacji przez Niemców Litzmannstadt Ghetto w Łodzi).
Wśród jedenastu projektów, cztery kategoryzowane są jako teatr i performance, a trzy to wydarzenia muzyczne.
Zespół VIII edycji Festiwalu
- Barbara Knychalska – fundatorka festiwalu
- Katarzyna Knychalska – dyrektor festiwalu
- Agata Siwiak i Grzegorz Niziołek – dyrektorzy artystyczni festiwalu

W marcu 2010 roku w łódzkim dodatku Gazety Wyborczej ukazał się artykuł Jakuba Wiewiórskiego pt. Festiwal Dialogu może zniknąć z Łodzi, w którym autor podejmuje:
- temat niespłaconych długów,
- przekroczenie o ćwierć miliona złotych budżetu festiwalu,
- niejasnych w świetle etyki ekonomii transferach między Miastem Dialogu a Fundacją D4K.

12 maja na stronie Festiwalu pojawiło się oświadczenie-list pani Barbary Knychalskiej:

[...]
Fundacja Festiwal Dialogu Czterech Kultur informuje, że IX edycja FD4K nie odbędzie się w Łodzi w 2010 roku. Nie wyraża jednocześnie zgody na posługiwanie się marką Festiwalu, jego ideą jak również nazwiskami jego twórców i pomysłodawców w jakichkolwiek działaniach urzędników Miasta Łodzi lub osób z nimi współpracujących.
Nie wyrażamy zgody na użycie tej nazwy w jakimkolwiek innym kontekście niż historyczny.
[...]
Z nadzieją na lepsze jutro dla Łodzi,
Barbara Knychalska
prezes zarządu, fundator
Fundacji Festiwal Dialogu
Czterech Kultur